# Идеалният резултат
„Идеалният резултат“ (на английски: The Perfect Score) е американска тийн комедия за обири от 2004 г. на режисьора Браян Робинс и във филма участват Крис Евънс, Ерика Кристенсен, Браян Грийнбърг, Скарлет Йохансон, Дариъс Майлс и Леонардо Нам.